# Плата
Зарада или плата је новац који послодавац исплаћује раднику за извршени рад у одређеном временском периоду. Од 2001. године усвајањем новог Закона о раду у Парламенту Србије термин „плата“ је замењен термином „зарада“ који подразумева БРУТО надокнаду за извршен рад код послодавца. Након тога сам термин „плата“ је подразумевао висину надокнаде коју запослени „носи кући“ односно коју добија „на руке.
Плата, накнада плате и друга примања обезбеђују материјалну и социјалну сигурност радника и директно утичу на његов стандард и стандард његове породице. Због тога је право на плату основно и неотуђено право радника из радног односа.